# Google Cégem
térképére.

## Google Cégem értékelések
A vállalkozásokról szóló nagyszámú, pozitív Google értékelések léte hitelességet és bizalmat ébresztenek a vállalkozások potenciális ügyfeleiben. Emiatt a legtöbb fizikális üzlettel rendelkező vállalkozás számára kiemelten fontos a Google értékelések gyűjtése, mivel új ügyfeleket vonzhatnak általa.
A Google értékelések gyűjtése megtörténhet teljesen organikus módon (ha vásárló a szolgáltatás használatát követően önként felkeresi a Google rendszerében az adott vállalkozást) vagy történhet részben organikus módon egy Google értékelésgyűjtő kártya segítségével is.
A teljesen organikus mód előnye, hogy teljesen ingyenes, míg hátránya, hogy nagy arányban az elégedetlen vásárlók veszik a fáradtságot az értékelések adására és a visszajelzések lassan gyűlnek.
A részben organikus mód esetén (Google értékelésgyűjtő kártya használatával) közvetlenül a fizetés végén történik az értékelés adása. Ebben az esetben az ügyfél a fizetés megtörténte után hozzáérinti telefonját a vállalkozás (NFC chipet tartalmazó) Google értékelésgyűjtő kártyájához, ami által telefonja automatikusan a vállalkozás Google Cégem értékelő felületére navigál.
Utóbbi módszer egyértelmű hátránya, hogy a fizikai plasztikkártyának egyszeri beszerzési költsége van, míg kifejezett előnye, hogy egyszerűsége miatt könnyedén és nagy számban gyűjthetőek vele pozitív Google értékelések minden Google fiókkal rendelkező ügyféltől.